# Програм Фобос
Програм Фобос (рус. Фобос, Fobos, грч. Φόβος) је била беспилотна свемирска мисија коју су чиниле две свемирске сонде лансиране од стране Совјетског савеза да изуче Марс и његове природне сателите – Фобоса и Дејмоса. Сонда Фобос 1 лансирана је 7. јула 1988. а сонда Фобос 2 12. јула 1988. године, обе ракетом Протон К. Са сондом Фобос 1 контакт је изгубљен док се она налазила у међупланетарном простору на путу до Марса, док је сонда Фобос 2 ушла у орбиту око Марса и вратила на Земљу 38 фотографија са резолуцијом од 40 метара, али је и са њом контакт изгубљен непосредно пред планирано активирање лендера који је требало да слети на месец Фобос.
Сонде Фобос 1 и 2 биле су конструисане у новој конфигурацији, коју су наследиле од мисија програма Венера (1975–1980.г.), а која је последњи пут коришћена код мисија Вега 1 и Вега 2 које су биле упућене ка Халејевој комети.
У овај програм било је укључено 14 нација, међу којима су Шведска, Швајцарска, Аустрија, Западна Немачка, Француска и САД (САД су обезбедиле своју Мрежу дубоког свемира за праћење и комуникацију током мисије).